# Мистерио
Мисте́рио (англ. Mysterio) — имя четырёх суперзлодеев и врагов Человека-паука во вселенной Marvel Comics. Оригинальный Мистерио (Квентин Бек) был создан Стэном Ли и Стивом Дитко и впервые появился в Amazing Spider-Man #13 в июне 1964. В 2009 году Мистерио занял 85 место в списке «100 величайших злодеев комиксов по версии IGN».
Мистерио сделал свой живой дебют в фильме КВМ «Человек-паук: Вдали от дома» (2019), сыгранный Джейком Джилленхолом.

## Биография

### Квентин Бек
Дебютировав в Amazing Spider-Man #13, Мистерио — Квентин Бек был мастером по созданию спецэффектов и постановке трюков. Бек работал на крупнейшие голливудские студии и мечтал об увековечивании своего имени в кинопроизводстве. Однако, осознав, что его карьера в создании специальных эффектов бесперспективна, он решил, что его познания в иллюзиях смогут сделать его сильным суперзлодеем.
В его первой схватке с Человеком-пауком, Мистерио блокирует паучье чутьё героя с помощью газа и разрушает его паутину химическим абразивом. Позже он присоединяется к Зловещей Шестёрке в попытке мести Человеку-пауку. Позже Мистерио под псевдонимом всемирно известного психиатра Людвига Райнхарта использует гипноз в попытке свести Человека-паука с ума.
Во время тюремного заключения Бека Даниэль Беркхарт становится на время Мистерио от имени его создателя. Выйдя из тюрьмы, Квентин Бек под образом Людвига Райнхарта пытается управлять тётей Человека-паука Мэй для обнаружения потерянных богатств, скрытых в её доме. Бек использовал костюмы пришельцев, чтобы пугать Мэй Паркер, но в конце концов он узнал, что деньги были давно съедены чешуйницей. В его следующем появлении Мистерио пытается заставить Человека-паука поверить в то, что он вызвал смерть свидетеля. Также Квентин Бек был нанят для создания второй Зловещей Шестёрки и боролся против Питера Паркера.
В других столкновениях, Мистерио делает фальшивую смерть тёти Мэй, и заключает сделку с демонами из Неопределённости. Несмотря на это, Мистерио постоянно арестовывался Человеком-пауком. Он несколько раз присоединялся к Зловещей Шестёрке Доктора Осьминога, но без особых успехов.
В ходе последнего тюремного заключения Мистерио был освобождён досрочно в связи с обнаружением у него опухоли головного мозга и рака лёгких, вызванных химикатами и радиацией от его оборудования. Жить ему оставалось один год. Поглощённый подготовкой своей заключительной мести Человеку-пауку, он был разочарован, узнав что нынешний Человек-паук был только клоном, и не видел никакого достоинства в уничтожении 'копии' реальной вещи (даже при том, что к тому времени клон был убит, и текущий Человек-паук был настоящим). Мистерио решил изменить свой план и сосредоточился на Сорвиголове, с которым столкнулся во время своего страхового жульничества, которому тот помешал.
После того, как Кингпин дал Мистерио всю информацию о прошлом Сорвиголовы, Мистерио создал сложную интригу, чтобы свести Сорвиголову с ума.
Однако Сорвиголова разоблачил Мистерио и разрушил его шлем, приведя того в ярость. Квентин Бек думал, что Сорвиголова убьёт его за открытие того, что, в его глазах, было великим способом закончить его финальное выступление. Осознав свой провал, Мистерио убил себя выстрелом в голову, так как ему теперь незачем было жить.
Бек появляется в школьной аудитории в тёмно-красной версии своего костюма и противостоит Кламу. Квентин сталкивается с мисс Арроу, и показывает, что половина его головы отсутствует из-за огнестрельного ранения. Он объясняет это тем, что попав в Ад из-за самоубийства, был послан назад на Землю Старшими в загробной жизни, для поддержки космического баланса. После возвращения из преисподней, Квентин также получил новые силы, которыми его одарили Старшие.
Битва между Берхартом и Кламом продолжается, однако она прерывается, когда Человек-паук захватывает Берхарта. При попытке сбежать, Клам берёт мисс в заложники, однако получает ранение от её жала. Затем он убегает с помощью телепортации, получив опасное ранение. Берхарт же был заточён в тюрьму.

### Даниэль Берхарт
Существовали мнения, что Мистерио жив, так как он после своей смерти принимал участие в Зловещей Шестёрке, а также сталкивался с Сорвиголовой.
В Friendly Neighborhood Spider-Man #12, было указано, что после смерти Бека Мистерио стал Даниэль Берхарт. Берхарт как старый друг Квентина принял мантию Мистерио, когда тот инсценировал свою смерть, и повторно после его настоящей смерти.

### Фрэнсис Клам
В Friendly Neighborhood Spider-Man #11-13, телепортировавшийся мутант Фрэнсис Клам (брат Гаррисона Клама) составляет заговор, чтобы разрушить жизнь недавно разоблачённого им Человека-паука в месть за смерть его брата. Клам купил костюм Мистерио, и превращает школу, в которой Питер Паркер преподаёт, в место заполненное ловушками. Действия Клама привлекают внимание Даниэля Берхарта, который объединяться с Человеком-пауком, чтобы победить Клама.

### Мистерион
После того как Квентин Бек застрял в Ultimate вселенной, его образ был продан Хобгоблином, сделавшим на этом бизнес неизвестному чернокожему парню. Он назвался Мистерионом и попытался ограбить банк, но его едва не убил Каратель. Позже неудавшегося злодея остановил вмешавшийся Совершенный Человек-паук, который заточил его в своей подводной лаборатории наряду с Электро, Стервятником, Песочным человеком и Хамелеоном. Все они позже были под ментальным контролем Паука и выступали как Совершенная Шестёрка. Освободившись, Мистерион сбежал.

## Способности

### Квентин Бек
Изначально, Бек не обладал какими-либо способностями. Он был мастером спецэффектов и иллюзий. Но после возвращения из Ада, Мистерио обучился новым трюкам.
- Мистерио стал довольно неплохо разбираться в области тёмной магии.
- Обрёл возможность перемещаться на дистанции не более пятидесяти метров.
- Создавать столь полюбившиеся иллюзии без техники и материалов. Благодаря магии.
- Изменение роста, внешности.
- Возможность левитировать.
- Телекинез, психокинез и умбракинез.
- Особенно могущественные силы Мистерио может использовать лишь по приказу Высших сил.
- Управление тёмной энергией.
- Манипуляции с вселенной на атомном уровне.
- Неуязвимость.

### Даниэль Беркхарт
- Высокие познания в области иллюзий и спецэффектов.

### Фрэнсис Клам
- Телепортация.

## Вне комиксов

### Телевидение

Мистерио в мультсериале «Человек-паук» 1994 года

- Впервые на телеэкранах, Мистерио появляется в мультсериале «Человек-паук» 1967 года. Он является главным антагонистом в двух эпизодах первого сезона «Угроза Мистерио» и «Летучий Голландец». В третьем сезоне он вновь возвращается на экран в эпизоде «Безумие Мистерио», хотя он появляется без костюма, и имеет рыжие волосы и зелёную кожу. В заключительном эпизоде мультсериала, Мистерио появляется лишь в воспоминаниях Человека-паука.
- Позже он появляется в мультсериале «Человек-паук» 1981 года в эпизоде «Крысолов из города Нью-Йорка». Здесь Мистерио гипнотизирует нью-йоркских подростков специальной музыкой (пародия на гамельнского крысолова).
- Следующее появление Мистерио состоялось в мультсериале «Человек-паук и его удивительные друзья». В эпизоде «Паук едет в Голливуд» Мистерио озвучил Питер Каллен[11]. Он шантажирует известного режиссёра Сэма Блокбастера, чтобы тот убедил Человека-паука сниматься в его новом фильме, в котором злодей приготовит ловушку для паука. Вместе с Человеком-пауком в Голливуд прибывают его друзья Человек-лёд и Огненная звезда. Они разгадывают козни Мистерио и сражаются с его роботами. Это надоумило Мистерио создать специальную ловушку для них и заменить супергероев на двойников. Мистерио также создал двойника Халка, который, тем не менее был побеждён настоящим Халком. Впоследствии Мистерио был схвачен Человеком-пауком и помещён в тюрьму.
- В мультсериале «Человек-паук» 1994 года. Впервые он появляется в эпизоде «Грозный Мистерио», где подставляет Человека-паука в ограблении музея, и выдаёт себя за героя и защитника города. Тем не менее, Человеку-пауку удаётся выяснить, что за маской Мистерио скрывается негодяй: вор-рецидивист блондин Квентин Бек, который после задержания Пауком, поклялся поймать его. После чего Мистерио попадает в тюрьму. В следующий раз Мистерио возвращается в эпизодах «Коварная Шестёрка» и «Сражение с Коварной Шестёркой» где становится членом элитной команды по уничтожению Человека-паука. В последний раз Мистерио появляется в эпизоде «Наваждение Мэри Джейн Уотсон». Он вновь пытается заманить Человека-паука в ловушку, при помощи роботов, и фокусов, но снова терпит неудачу и попадает в тюрьму. Человек-паук, незадолго до исчезновения Мэри Джейн Уотсон, освобождает Мистерио из тюрьмы, который помогает ему найти её. Оказывается, что Бек был влюблён в красивую актрису Миранду Уилсон, которая была сильно травмирована при взрыве, который устроил сам Квентин. За это преступление, и за то что он прикрепил к опоре вертолёта минамёт без разрешения, и из за его плохого расчёта со взрывчаткой, из за чего вертолёт упал и взорвался, он получил год тюрьмы. Мистерио обманывал её, рассказывая, что он может поменять её телами с другой женщиной, чтобы вернуть утраченную красоту, однако он признаётся что обманывал её и говорит, что делал это только из-за любви к ней. Миранда взрывает их базу с Мистерио, где они погибают при взрыве базы, в катакомбах. В русском переводе назван Трюкач.
- Мистерио, брюнет Квентин Бек, также появляется в мультсериале «Новые приключения Человека-паука», где его озвучивает Ксандер Беркли. В русском переводе мультсериала назван: Магом.
- В мультсериале «Великий Человек-паук» в 4 сезоне в 24 эпизоде «Лунный Рыцарь похититель Рождества», изображается как брюнет, старый враг Человека-паука и бывший фокусник, который считается мёртвым после встречи с Человеком-пауком, когда он упал с Бруклинского моста, брюнетка, Френсис Бек, которая является дочерью Квентина Бека, использует свой шлем в попытке отомстить Человеку-пауку и становится Новым Мистерио, к концу серии вместе с отцом, становится союзником Человека-паука. Мистерио появляется ещё в заключительном эпизоде этого мультсериала, мельком, как союзник Человека-паука.
- Мистерио, как вариант Квентина Бека из Кинематографической вселенной Marvel, появился в качестве главного антагониста в 5 эпизоде 3 сезона сериала "What If...?", где был озвучен актером Алехандро Саабом. В этой альтернативной вселенной Вечные не смогли объединиться и остановить пробуждения целестиала Тиамута, что привело к разрушению планеты. Квентин Бек, воспользовавшись возникшим хаосом, сумел взять контроль над Stark Industiries и затем использовал собственные иллюзии, дронов Железного Человека и перепрограммированного Белого Вижна, чтобы создать государство "Железную Федерацию" и завоевать все то, что осталось от Земли. В течение эпизода он сокрушает остатки сопротивления и из слов Наблюдателя можно прийти к выводу, что он многократно наблюдал победу Бека в этой реальности и она неизбежна.

### Кино

Мистерио в фильме «Человек-паук: Вдали от дома» 2019 года.

- Первоначально Мистерио должен был появиться в фильме «Человек-паук 4» Сэма Рейми, роль должен был исполнить Брюс Кэмпбелл[12][13]. По артам к фильму видно, что Человек-паук быстро задержал его и передал полиции как простого вора.
- Квентин Бек появляется в фильме Кинематографической вселенной Marvel «Человек-паук: Вдали от дома», его роль сыграл Джейк Джилленхол[14]. Архивные кадры с Джилленхолом в роли Бека также появились в следующем фильме, «Человек-паук: Нет пути домой»[15].

### Видеоигры
- Мистерио появляется в игре Questprobe Featuring Spider-Man.
- Мистерио является первым боссом в игре The Amazing Spider-Man для Game Boy.
- Мистерио появляется в игре The Amazing Spider-Man vs. The Kingpin.
- Мистерио главный злодей в игре Spider-Man: Mysterio’s Menace.
- Мистерио появляется в игре Spider-Man: Return of the Sinister Six.
- Мистерио является одним из боссов в игре Spider-Man.
- Мистерио является первым боссом в игре для Game Boy Color Spider-Man 2: The Sinister Six.
- Мистерио появляется в игре Spider-Man 2 (2004).
- Человек-паук упоминает Мистерио в игре Spider-Man 3.
- Мистерио является боссом в сюжете игры Marvel: Ultimate Alliance и в прохождениях некоторых персонажей, в том числе за Человека-Льда. Имеет диалог с Человеком-пауком.
- Мистерио является главным боссом в сюжете игры Spider-Man: Friend or Foe.
- Мистерио является главным боссом в игре Spider-Man: Shattered Dimensions.
- Играбельный персонаж в Lego Marvel Super Heroes.
- Мистерио, озвученный Ноширом Далалом, появляется в игре Spider-Man 2 (2023)[16]. Он изображается как бывший преступник, который открывает в Кони-Айленде аттракцион с иллюзиями под названием «Мистериум» вместе со своими партнёрами Бетси Шнайдер и Коул Уитман. Беку приходится закрыть аттракцион на доработку, когда в нём едва не погибает Майлз Моралес. Впоследствии в игре появляется побочный сюжетный квест по прохождению испытаний в девяти «Мистериумах», по окончании которой открывается десятый, где Майлз противостоит самому Мистерио. Там же выясняется, что Бек действительно отошёл от дел и был скомпрометирован Шнайдер и Уитман[17].